# On the Flip Side
On the Flip Side (The Original Cast Album) – album muzyczny ze ścieżką dźwiękową pochodzącą z odcinka amerykańskiego programu ABC Stage 67 pod tytułem On the Flip Side, autorstwa Ricky’ego Nelsona i Joanie Sommers. Został wydany w 1966 roku przez wytwórnię Decca Records.

## Utwory
| A1 | It Doesn’t Matter Anymore                      |
| A2 | Fender Mender                                  |
| A3 | They Don’t Give Medals (To Yesterday’s Heroes) |
| A4 | Try To See It My Way                           |
| A5 | Juanita’s Place Montage                        |
| B1 | Take A Broken Heart                            |
| B2 | They're Gonna Love It                          |
| B3 | Try To See It My Way                           |
| B4 | Juanita's Place                                |
| B5 | They Don’t Give Medals (To Yesterday’s Heroes) |